# Simon Hoppener
Simon Hoppener (geboren vor 1532; gestorben 1566 in Celle) war ein deutscher Amtsschreiber und Rentmeister. Er gilt als ältester nachgewiesener Ehrenbürger (Freibürger) auf dem Gebiet Westdeutschlands.

## Leben

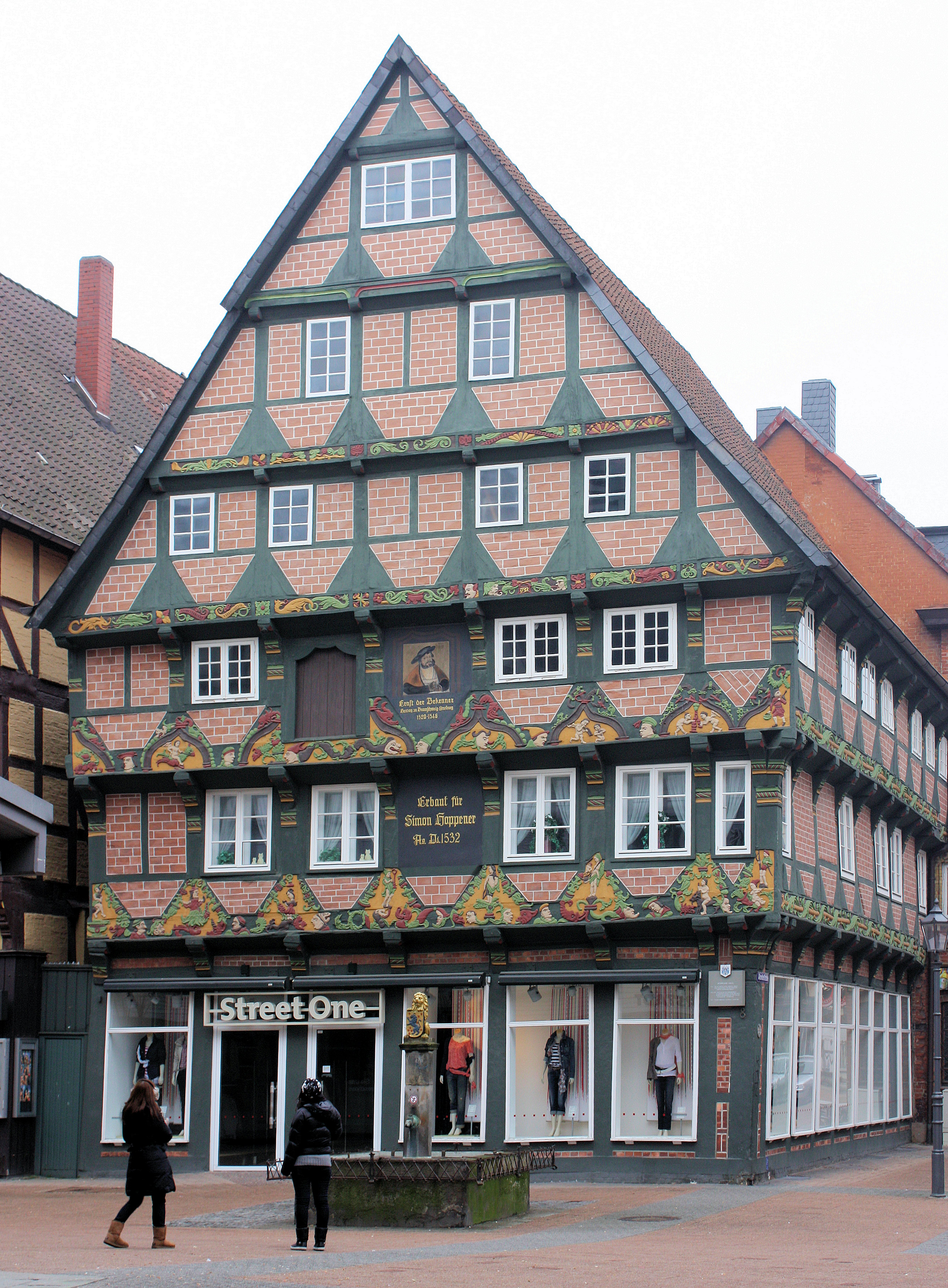
Das 1532 im Auftrag von Herzog Ernst dem Bekenner in Auftrag gegebene Hoppenerhaus in Celle

Simon Hoppener arbeitete im 16. Jahrhundert im Herzogtum Braunschweig-Lüneburg zunächst als Amtsschreiber, später als Rentmeister für seinen Landesherrn, für den er in etwa die Funktion eines Finanz- und Wirtschaftsministers einnahm.
1532 ließ Herzog Ernst der Bekenner für seinen Beamten das sogenannte Hoppenerhaus in der Residenzstadt Celle errichten.
1566 starb Hoppener in Celle an der Pest.